# Cosmocomoidea morgani
Cosmocomoidea morgani (лат.) — вид хальциноидных наездников рода Cosmocomoidea из семейства Mymaridae. Эндемики США.

## Описание
Мелкие хальциноидные наездники. Обнаружены в штате Калифорния (США, округ Ориндж и округ Риверсайд). Длина тела: 0,142—0,176 мм (самки), 0,135—0,165 мм (самцы). Усики 12-члениковые у самок и 13-члениковые у самцов. Крылья с полностью редуцированным жилкованием. Тело самок в основном тёмно-коричневое, кроме лица (оно по большей части бурое), петиоля (светло-коричневое), стернитов и первого тергита брюшка (коричневое). Внутренняя поверхность скапуса коричневая, а внешняя — коричневато-жёлтая; педицель и жгутик усика от коричневого до тёмно-коричневого цвета, кроме члеников F5 (в базальной части он коричневый, а в апикальной части — беловатый или желтовато-коричневый) и F6 (светло-коричневый). Тазики коричневые (в базальной части), так же как и большая часть задних ног (голени, лапки) и апикальные членики передних и средних лапок; остальные сегменты ног от жёлтого цвета до желтовато-коричневого. Мезоскутум и скутеллюм почти гладкие, пронотум — сетчатый. Мезоскутум шире своей длины и немного короче скутеллюма.
Паразитируют на яйцах цикадок Homalodisca coagulata (Say) (Cicadellidae), из которых были выведены в лабораторных условиях.

## Этимология
Видовое название было дано в честь американского энтомолога Дэвида Моргана (Dr. David J.W. Morgan, California Department of Food and Agriculture).